# Torrent de Sant Bartomeu
El Torrent de Sant Bartomeu es troba al Parc de la Serralada Litoral i neix pràcticament a la Font de Sant Bartomeu de Cabanyes, la qual aporta el seu cabal i propicia ja l'existència de plàtans i més vegetació de ribera en aquest tram inicial.

## Descripció
A tot el curs hi ha una vegetació de ribera abundant (en destaquen les vernedes i les platanedes), encara que s'hi poden trobar pràcticament totes les espècies de ribera existents al Vallès. La franja d'aquest tipus de vegetació és, però, molt estreta, ja que, quan ens separem uns metres de la llera, el pi torna a predominar. Són fascinants especialment els petits bosquets d'avellaners que es van trobant cap a la part mitjana (a l'alçada de Ca l'Argent), en un dels indrets més encantadors del Parc.
Per recórrer aquesta riera no hi ha un únic camí i s'ha d'anar fent per trams. En podem tindre un tastet visitant els encontorns de la Font de Sant Bartomeu de Cabanyes o baixar-hi des de la Pedra de l'Elefant, l'Indi i el Moai. També podem fer una ruta circular, començant a la benzinera de la Roca del Vallès (BV-5001). Ens dirigim cap a Can Gurri i anem a cercar el camí que ressegueix la riera. En arribar a la cota 230, el camí deixa la llera i s'enfila cap a la zona de la ruta prehistòrica. Abans d'arribar a la Pedra de les Creus, girem a la dreta i comencem a baixar cap a Can Rovira i la benzinera.
Als encontorns d'aquesta riera podem trobar els elements següents: l'ermita de Sant Bartomeu de Cabanyes, la Font de Sant Bartomeu de Cabanyes, la Bassa de Ca l'Argent, l'Alzina de Ca l'Argent, Pedra de l'Elefant, l'Indi i el Moai.

## Localització
El torrent comença a tan sols 200 metres de l'ermita de Sant Bartomeu de Cabanyes, al nord del Turó de Mataró. Baixa gairebé paral·lela a la BV-5006 i desemboca al Mogent (just quan aquest ha deixat enrere la Roca del Vallès). Al darrer tram, alguns mapes l'anomenen Torrent de Can Verdaguer.